# Helsingin Poliisi-Voimailijat
Helsingin Poliisi-Voimailijat är en finsk idrottsförening, från början Helsingforspolisens idrottsförening. Föreningen vann klubbtävlingen i Kalevaspelen 1934, 1935 och 1937. Pauli Siitonen, som vann Vasaloppet 1973, tillhörde klubben.